# CASQ2
CASQ2 (англ. Calsequestrin 2) – білок, який кодується однойменним геном, розташованим у людей на 1-й хромосомі. Довжина поліпептидного ланцюга білка становить 399 амінокислот, а молекулярна маса — 46 436. Виконує функцію кальцієвого буферу в саркоплазматичному ретикулумі, а також є важливим регулятором концентрації Ca2+ у серцевих м'язах при збудженні/скороченні. Закріплюється на сполучній мембрані саркоплазматичного ретикулуму шляхом взаємодії з мембранними білками і піддається оборотній полімеризації зі збільшенням концентрації Ca2+.
| 10         |  | 20         |  | 30         |  | 40         |  | 50         |
| ---------- |  | ---------- |  | ---------- |  | ---------- |  | ---------- |
| MKRTHLFIVG |  | IYFLSSCRAE |  | EGLNFPTYDG |  | KDRVVSLSEK |  | NFKQVLKKYD |
| LLCLYYHEPV |  | SSDKVTQKQF |  | QLKEIVLELV |  | AQVLEHKAIG |  | FVMVDAKKEA |
| KLAKKLGFDE |  | EGSLYILKGD |  | RTIEFDGEFA |  | ADVLVEFLLD |  | LIEDPVEIIS |
| SKLEVQAFER |  | IEDYIKLIGF |  | FKSEDSEYYK |  | AFEEAAEHFQ |  | PYIKFFATFD |
| KGVAKKLSLK |  | MNEVDFYEPF |  | MDEPIAIPNK |  | PYTEEELVEF |  | VKEHQRPTLR |
| RLRPEEMFET |  | WEDDLNGIHI |  | VAFAEKSDPD |  | GYEFLEILKQ |  | VARDNTDNPD |
| LSILWIDPDD |  | FPLLVAYWEK |  | TFKIDLFRPQ |  | IGVVNVTDAD |  | SVWMEIPDDD |
| DLPTAEELED |  | WIEDVLSGKI |  | NTEDDDEDDD |  | DDDNSDEEDN |  | DDSDDDDDE  |

A: Аланін

C: Цистеїн

D: Аспарагінова кислота

E: Глутамінова кислота

F: Фенілаланін

G: Гліцин

H: Гістидин

I: Ізолейцин

K: Лізин

L: Лейцин

M: Метіонін

N: Аспарагін

P: Пролін

Q: Глутамін

R: Аргінін

S: Серин

T: Треонін

V: Валін

W: Триптофан

Кодований геном білок за функціями належить до м'язових білків, фосфопротеїнів. 
Задіяний у такому біологічному процесі, як альтернативний сплайсинг. 
Білок має сайт для зв'язування з іонами металів, іоном кальцію. 
Локалізований у саркоплазматичному ретикулумі.

## Фізичні властивості

### Полімеризація
Зв'язування з Ca2+ викликає конформаційні зміни в кальцеквестрині. Підвищення концентрації Ca2+ від 0 до 1 мМ Ca2+ збільшує вміст α-спіралей. При збільшенні концентрації Ca2+ до 5 мМ вміст β-листів збільшується зі зменшенням вмісту α-спіралей. Як наслідок кальсеквестрин піддається оборотній полімеризації зі збільшенням концентрації Ca2+, а деполімеризується при зменшенні концентрації Ca2+.Casq2 полімеризується у діапазоні концентрацій Ca2+ > 1 мМ, проте існує переважно у формі мономерів та димерів.

### Зв'язування з іншими йонами
Окрім відомої властивості кальсиквестрину зв’язуватись с іонами кальцію, білок зв’язує інші іони, які конкурують із Ca2+. За спорідненістю до кальциквестрину вони класифікуются як La3+ > Zn2+ > Cd2+ > Mn2+ > Mg2+ > Sr2+ > K+. Цікаво, що при низькій концентрації іонів лише Ca2+ індукує полімеризацію кальцеквестрину, яка збільшує здатність до зв'язування/зберігання Ca2+, що свідчить про те, що кальцеквестрин є більш селективним до Ca2+. Mn2+, Co2+, Ni2+, Cu2+ і Zn2+ також зв’язуються з кальцеквестрином і здатні індукувати більш компактне згортання у вторинній структурі та полімеризацію білка. Фізіологічні наслідки зв’язування кальсиквестрину з іншими йонами не відомі.

## Функції

### Накопичення та буферизація кальцію у саркоплазматичному ретикулумі
Кардіоміоцити з дефіцитом Casq2 також мають знижений вміст кальцію у саркоплазматичному ретикулумі. Концентрація вільного Са2+ у саркоплазматичному ретикулумі не змінюється значно під час тривалого скорочення, але змінюється у клітинах з дефіцитом кальцеквестрину  -  спостерігається швидке виснаження концентрації вільного кальцію за високої частоти індукованих скорочень, в той час як у нативних клітинах концентрація вільного кальцію майже не змінюється за відповідних умов.

### Регуляціяріанодинових рецепторів
Casq2 активує RyR2 при концентрації Ca2+ ≥ 250 μМ і інгібує канал за низької концентрації Ca2+ (≤ 20 μМ). Виявлено що видалення Casq2 з комплексу RyR2 зменшує ймовірність відкриття каналу за високих концентрацій кальцію. Крім того, RyR2 стає нечутливим до збільшення концентрації кальцію взагалі.

## Мутації

### D307H
Мутація D307H у casq2 була виявлена у пацієнтів, що страждають на катехоламінергічну поліморфну шлуночкову тахікардію (CPVT) - форма аритмії серця, яка виникає за відсутності структурних аномалій. Експресія мутантного білку призводить до зменшення вмісту кальцію у саркоплазматичному ретикулумі, і, як наслудок, об’єму кальцію, що вивільняється, що призводить затримки постдеполяризації.

### R33Q
Експрессія мутації R33Q в CASQ2 призводить до збільшення об’єму кальцію, що вивільняеться, і як наслідок виникнення спонтанних всплесків активності. Припускається, що внаслідок мутації білок втрачає здатність інгібувати RyR2 за низьких концентрацій кальцію.

### K206N
Мутація K206N створює додатковий сайт N-глікозилювання, що пов’язане зі зменшенням утворення олігомерів і здатністю білка зв’язувати Са2+. У кардіоміоцитах ці зміни викликали зниження вмісту кальцію у саркоплазматичному ретикулумі і спричиняли раптове відриття RyR2.